# 김병철 (교육인)
김병철(金炳喆, 1949년 9월 22일 ~ , 서울특별시)은 대한민국의 교육인이자 농학자이다. 2011년 3월부터 2015년 2월까지 고려대학교 총장을 역임했다.

## 학력
- 중앙고등학교 졸업
- 서울대학교 축산학 학사
- 고려대학교 대학원 식육가공학 석사
- 괴팅겐대학교 대학원 식육가공학 박사

### 명예 박사 학위
- 연세대학교 명예 경영학박사(2014년)
- 일본 와세다 대학 명예 이학박사(2014년)

## 주요 경력

### 교내 관련
- 1985년 3월 ~ 현재 : 고려대학교 식품공학부 교수
- 1988년 2월 ~ 1990년 7월 : 고려대학교 축산학과 학과장
- 1988년 2월 ~ 1992년 1월 : 고려대학교 대학원 축산학과 주임 교수
- 1990년 3월 ~ 1992년 2월 : 고려대학교 식품가공실험실 실장
- 1994년 2월 ~ 1996년 1월 : 고려대학교 대학원 응용동물과학과 주임교수
- 1994년 9월 ~ 1996년 8월 : 고려대학교 기숙사 사감장
- 1997년 6월 ~ 1998년 5월 : 고려대학교 자연자원대학 기재관리실 실장
- 1998년 6월 ~ 2002년 6월 : 고려대학교 관리처 처장
- 2002년 6월 ~ 2004년 6월 : 고려대학교 생명환경과학대학 학장
- 2006년 6월 ~ 2007년 12월 : 고려대학교 생명환경과학대학원 원장
- 2006년 6월 ~ 2007년 12월 : 고려대학교 생명과학대학 학장
- 2008년 2월 ~ 2010년 1월 : 고려대학교 교무부총장
- 2010년 3월 ~ 2011년 2월 : 고려대학교 식품생의학안전연구소 소장
- 2011년 3월 ~ 2015년 3월 : 고려대학교 총장(제18대)

### 교육 연구 관련
- 1994년 5월 ~ 1996년 8월 : 한국축산식품학회 편집간사
- 1992년 3월 ~ 1993년 2월 : 미국 위스콘신 대학교 농업생명과학대학 교환교수
- 1997년 12월 ~ 1998년 2월 : 아일랜드 국립식품연구센터 방문교수
- 1998년 1월 ~ 2001년 2월 : 한국동물자원과학회 이사
- 2010년 3월 ~ 2011년 2월 : 한국축산식품학회 부회장
- 2011년 4월 ~ 현재 : 고려중앙학원 이사

### 기타 대외 경력
- 1993년 2월 ~ 현재 : 동아일보 비상임이사
- 2008년 9월 ~ 2010년 9월 : 농수산물유통공사 비상임이사
- 2009년 1월 ~ 현재 : 사회복지법인 은평천사원 이사
- 2011년 3월 ~ 현재 : KIST 자문위원회 위원
- 2011년 3월 ~ 2015년 3월 : 고려대학교 교우회 명예회장
- 2011년 3월 ~ 2015년 3월 : 글로벌인재포럼 자문위원
- 2011년 3월 : 한러대화 조정위원장
- 2011년 5월 ~ 2013년 5월 : 한러대화재단 이사
- 2011년 7월 ~ 2013년 2월 : 한국과학기술총연합회 부회장
- 2017년 1월 ~ 2019년 1월 : 서울대학교 이사

| 전임 이기수 | 제18대 고려대학교 총장 2011년 3월 - 2015년 3월 | 후임 염재호 |